# Mental Aquaducts
Mental Aquaducts es una demo de Limp Bizkit, y primer trabajo de la banda bajo el nombre de "Limp Biscut".
Muy poco se sabe de esta grabación, que es la única que cuenta con Rob Waters, guitarrista original del grupo. Este demo fue entregado a Ross Robinson en 1995, pero éste no la consideró. Unos meses después, Waters abandona y entra para ocupar la guitarra Wes Borland. Con él cambian su nombre a Limp Bizkit, vuelven a grabar otra demo, se la entregan a Robinson y acepta esta vez.
La pista Armpit fue regrabada otra vez en 2003 para incluirla en el Results May Vary, pero solo se puede escuchar en la versión japonesa del disco. Blind puede escucharse en la misma pista de Faith, de Three Dollar Bill, Yall$, cuando ésta termina.

## Listado de canciones
1. Armpit – 0:42
2. Blind – 0:51
3. Phat Groove – 1:06
4. Shove – 0:55
5. Jane Says – 3:42

- Datos: Q742031